# Stemma di Breslavia
Lo stemma di Breslavia è diviso in quarti. Risale al 1530. Lo stemma fu approvato dall'imperatore Carlo V.

## Design
Al centro si trova la testa mozzata di Giovanni Battista, il santo patrono della città. Il leone rampante incoronato nel primo quarto (in alto a sinistra) rappresenta il Regno di Boemia, di cui Breslavia entrò a far parte alla morte del Duca Enrico VI di Slesia nel 1335. Nel secondo quarto (in alto a destra) si trova l'aquila slesiana, che deriva dalla dinastia regnante dei Piast. La lettera "W" nel terzo quarto sta sia per Wratislavia, il nome latino della città, sia per il nome del leggendario fondatore della città, Breslavia (probabilmente il Duca Vratislao I di Boemia). Nel quarto quarto si trova Giovanni Evangelista con aureola e una corona rovesciata come pettorale.

## Evoluzione

Versione medievale

Stemma di Breslau dal 1938 al 1945.

La prima versione dello stemma fu creata nel 1292 e raffigurava solo la testa di Giovanni Battista. Dopo che Breslavia entrò a far parte del Regno di Boemia nel 1335, il leone boemo fu aggiunto allo scudo in quadranti alternati. L'unico esempio sopravvissuto di questa versione dello scudo si trova oggi sul muro del Castello di Lauf, vicino a Norimberga.
Breslavia divenne una città di lingua tedesca nel 1242 e fu conosciuta come Breslavia. Entrò a far parte del Regno di Prussia nel 1742 e dell'Impero tedesco nel 1871. Nel 1938, lo stemma fu abolito, poiché le autorità naziste lo consideravano troppo slavo. Fu sostituito da uno stemma "puramente tedesco", uno scudo diviso orizzontalmente, con un'aquila nera della Slesia in alto, senza croce cristiana sul petto, e una croce di ferro in campo rosso in basso. Tale disposizione venne abolita nel 1945, quando Breslavia divenne parte della Polonia, col nome di Wrocław.

Stemma di Breslavia dal 1948 al 1990.

Breslavia, come parte della Repubblica Popolare di Polonia, cambiò nuovamente lo stemma, poiché le autorità consideravano la versione originale troppo germanica. Fu sostituito da uno stemma "puramente polacco" con un'aquila nera della Slesia su sfondo oro e un'aquila bianca polacca su campo rosso. Questi stemmi furono utilizzati dal 1948 al 1990.
Dopo il crollo del comunismo, la città decise di tornare allo stemma del 1530, seppur in una forma più stilizzata.